# Land Girls
Land Girls ist eine britische Fernsehserie, welche aus 15 Folgen in drei Staffeln besteht. Sie setzt sich mit Frauen der sogenannten „Women’s Land Army“ im Zweiten Weltkrieg auseinander, welche, während ihre Männer und Brüder im Krieg waren, durch ihre Arbeit die Versorgung des Landes aufrechterhalten haben.

## Besetzung
- Christine Bottomley als Annie Barratt
- Summer Strallen als Nancy Morrell
- Jo Woodcock als Bea Finch / Bea Holloway
- Susan Cookson als Esther Reeves
- Becci Gemmell als Joyce Fisher
- Mark Benton als Frederick Finch
- Mykola Allen als Martin Reeves
- Sophie Ward als Lady Ellen Hoxley
- Seline Hizli als Connie Carter
- Liam Boyle als Billy Finch
- Danny Webb als Sgt. Dennis Tucker
- Paul Ritter als Frank Tucker
- Nicholas Shaw als John Fisher
- Carolyn Pickles als Mrs. Gulliver
- David Schofield als Vernon Storey
- Mark Rice-Oxley als Harry Barratt
- Nathaniel Parker als Lord Lawrence Hoxley